# Marques Houston
Marques Barrett Houston (Los Angeles, 4 agosto 1981) è un cantante, attore e ballerino statunitense, nonché ex membro del gruppo IMx. Nel corso della sua carriera musicale da solista ha pubblicato 7 album in studio. Come attore ha ottenuto notorietà principalmente per la serie TV Sister Sister, per la quale ha vinto un Young Artist Award.

## Biografia e carriera

### Esordio con gli IMx
Houston comincia la propria carriera giovanissimo, nel 1992 con il gruppo IMx (inizialmente "Immature"), insieme a Jerome "Romeo" Jones e Kelton "LDB" Kessee. Insieme agli IMx, Houston pubblica sei album, prima dello scioglimento nel 2002. Oltre a lavorare nel mondo della musica, Houston collabora con i componenti del gruppo anche sul piano attoriale apparendo insieme a loro in vari film e serie TV. Nel 2013 il gruppo si è riunito per la prima volta per una performance dal vivo, per poi eseguire un intero tour. Il gruppo è tornato a pubblicare nuovo materiale solo nel 2015: lo stesso Houston aveva inoltre annunciato un nuovo album del gruppo in uscita nel 2011, ma il progetto non è mai stato edito.

### Carriera solista
Nel 2003, Houston si cimenta per la prima volta come solista. Pubblica dunque il suo album di debutto, MH, il 21 ottobre 2003, ottenendo un ottimo riscontro di pubblico, così come il suo secondo lavoro Naked, uscito nel 2005. Nel 2007 è uscito il suo terzo album Veteran che ha debuttato al numero uno della Billboard's Top R&B/Hip-Hop Album e raggiunto la quinta posizione della Billboard 200. Segue l'album Mr. Houston nel 2009, ottenendo tuttavia un riscontro minore rispetto ai precedenti progetti: l'album raggiunge infatti la posizione 62 nella Billboard 200. Nel 2013 pubblica il suo sesto album in studio Famous, per poi mettere in pausa la sua carriera da solista se non per la pubblicazione di sporadici singoli. A partire dal 2019 appare nel reality show a tema musicale Love & Hip-Hop Hollywood. Nel 2022 ritorna in scena con il suo primo album in quasi 10 anni, Me.

### Carriera da attore
Contemporaneamente Marques Houston porta avanti anche la propria carriera di attore cinematografico e televisivo. In televisione ottiene uno dei ruoli principali nella serie TV Sister, Sister, per la quale il suo unico premio come attore, un Young Artist Award nella categoria "Best Youth Comedian in a TV Show" per la serie TV Sister Sister. Fra i suoi lavori cinematografici vanno ricordati SDF Street Dance Fighters ed Il mio grosso grasso amico Albert. Inoltre è protagonista, insieme a Shannon Elizabeth del serial TV Cuts in onda dal 2005.  Nel decennio successivo si è dedicato a vari film televisivi e cinematografici, recitando spesso per il regista Chris Stokes,

## Vita privata
Nel 2020 ha sposato Miya Dickey, donna circa 20 anni più giovane di lui.

## Discografia

### Album
- MH (2003)
- Naked (2005)
- Veteran (2007)
- Mr. Houston (2009)
- Mattress Music (2010)
- Famous (2013)
- Me (2022)

### Singoli
- That Girl (2003)
- Clubbin' (featuring Joe Budden) (2003)
- Pop That Booty (featuring Jermaine Dupri) (2003)
- Because of You (2004)
- All Because of You (featuring Young Rome) (2005)
- Naked (2005)
- Sex Wit You (2005)
- Like This (featuring Yung Joc) (2006)
- Favorite Girl (2007)
- Circle (2007)
- Wonderful (2007)
- Always & Forever (2008)
- I Love Her (featuring Jim Jones) (2009)
- Sunset (2010)
- Kickin & Screamin' (2010)
- Pullin' on Her Hair (featuring Rick Ross) (2010)
- Speechless (2013)
- Give Your Love A Try (featuring Problem) (2013)
- Need You (2015)
- Complete Me (2016)
- Together (2017)

## Filmografia

### Cinema
- Missione hamburger, regia di Brian Robbins (1997)
- SDF - Street Dance Fighters, regia di Chris Stokes (2004)
- Il mio grasso grosso amico Albert, regia di Joel Zwick (2004)
- Battlefield America, regia di Chris Stokes (2012)
- Boogie Town, regia di Chris Stokes (2012)
- A Weekend with the Family, regia di Chris Stokes (2016)
- Sacrifice, regia di Chris Stokes (2019)

#### Doppiaggio
- Bambini impossibili, regia di Bruce W. Smith (1992)

### Televisione
- Tutti al college –  Serie TV, 2 episodi (1993)
- Sister, Sister –  Serie TV, 98 episodi (1994-1999)
- The Weird Al Show –  Serie TV, 1 episodio (1997)
- American Dreams –  Serie TV, 1 episodio (2003)
- One on One –  Serie TV, 3 episodi (2004-2006)
- Cuts – Serie TV, 31 episodi (2005-2006)
- Somebody Help Me 2 – Film TV, regia di Chris Strokes (2010)
- The Love Letter – Film TV, regia di Gary Wheeler (2013)
- Marry Us for Christmas – Film TV, regia di Drew Powell (2014)
- Will to Love – Film TV, regia di Chris Strokes (2014)
- Howard High – Miniserie televisiva (2020)